# Vojnomir di Croazia
Vojnomir di Croazia, noto anche come  Voinimiro o Vonomir (fl. IX secolo), fu un comandante militare slavo al servizio dei franchi, che regnò come duca della Bassa Pannonia, tra il 790 e l'810 ca..
Gli Annales Regni Francorum lo menzionano come Wonomyrus Sclavus, riportando che supportò con il suo esercito il margravio del Friuli Enrico nell'attacco condotto in Pannonia, tra il Danubio e il Tibisco, dove saccheggiarono i domini degli Avari. L'anno successivo, a seguito delle sconfitte infertegli dai Franchi e dal Khanato bulgaro, il Khanato avaro collassò e il dominio dei Franchi si estese più a est, fino al Danubio centrale. Secondo lo storico Milko Kos le forze franche non incontrarono una seria resistenza da parte degli Avari e conquistarono molte fortezze.

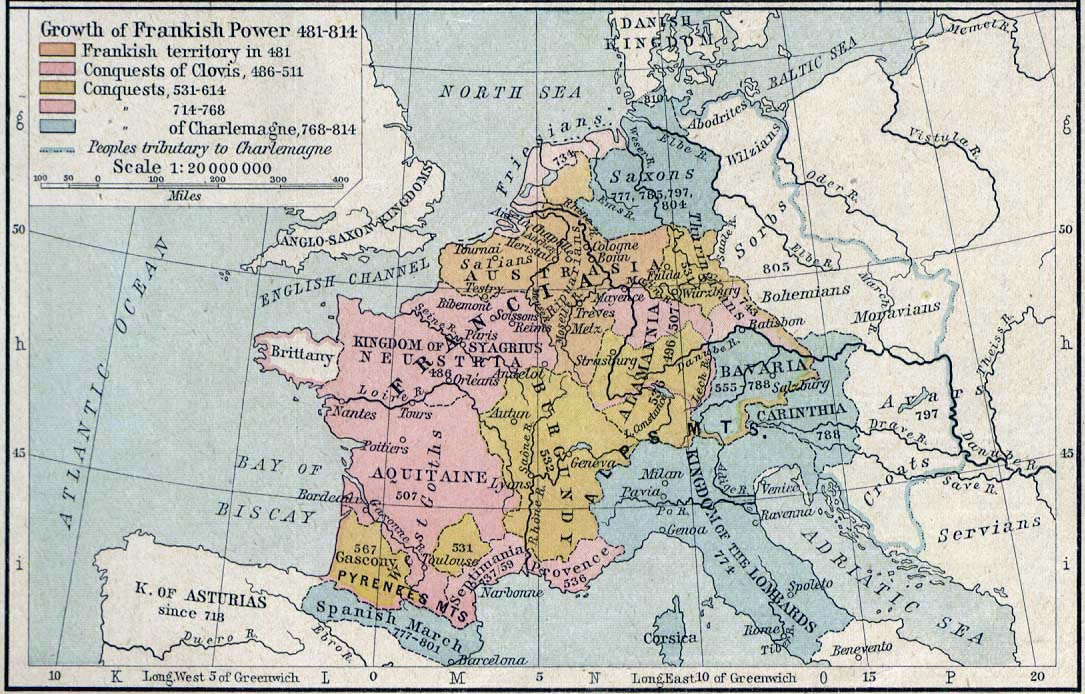
Mappa dell'Impero caroligio.

## Ipotesi sulla sua identità
Vojnomir rimane un personaggio storico enigmatico. Anche la corretta lettura del suo nome non è chiara, infatti, di Vojnomir l'originale Wonomyro (Uuonomiro, Uuonomyro) potrebbe anche essere letto come "Zvonimir". Inoltre, la sua origine e posizione sociale non sono menzionate in nessuna fonte medievale contemporanea. Pertanto, sulla sua identità sono state formule diverse ipotesi.
Sulla sua origine sono state formulate tre ipotesi principali, di diversa attendibilità:
- Ipotesi pannonica
- Ipotesi militare
- Ipotesi carniolana

Almeno due di queste spiegazioni potrebbero essere lette nel contesto della moderna mitologia nazionalistica, infatti, gli autori sloveni e austro-tedeschi, contrapponendosi ai loro colleghi di lingua croata, sono inclini a sostenere che Vojnomir possa essere soltanto un militare di origine carniolana o istriana.

### Ipotesi pannonica
Secondo l'ipotesi pannonica, Vojnomir fu tra il 790 ca. e l'810 ca. un principe o duca della Bassa Pannonia. Le fonti riportano come abbia combattuto gli Avari della Pannonia durante la loro occupazione di quella che oggi è la Croazia settentrionale. Secondo lo storico Francis Dvornik, Vojnomir lanciò un contrattacco congiunto con l'aiuto delle truppe franche sotto il re Carlo Magno nel 791, scacciando con successo gli Avari dalla Croazia. Mentre lo storico americano John V. A. Fine Jr. sottolinea il contributo di Vojnomir nella vittoria di Carlo Magno contro gli Avari del 796, dopo di che i sovrani franchi ottennero il titolo di signori "dei Croati della Dalmazia settentrionale, della Slavonia e della Pannonia". In cambio dell'aiuto di Carlo Magno, Vojnomir fu obbligato a riconoscere la sovranità dei Franchi e a convertirsi al cristianesimo. 
Il giorno di Natale dell'800, un anno dopo l'assedio di Tersatto, papa Leone III incoronò Carlo Magno imperatore nella Basilica di San Pietro. Mentre nell'803 l'imperatore d'Oriente Niceforo I e Carlo Magno siglarono la Pax Nicephori, che stabilì i limiti delle rispettive sfere d'influenza. Dopo la morte di Vojnomir, il nuovo duca Ljudevit Posavski guidò una ribellione contro i Franchi, che però riuscirono a riacquistare il controllo della regione.

### Ipotesi militare
Questa ipotesi sostiene che Vojnomir non fosse un aristocratico, ma soltanto un eccezionale milite slavo che semplicemente fece carriera nelle truppe franche. A sostegno di questa ipotesi è stato messo in evidenza come l'unica fonte contemporanea affidabile, gli Annales regni Francorum, menzioni Vojnomir innanzitutto come leader militare, senza specificare il suo stato di aristocratico. Infatti, secondo lo storico sloveno Peter Štih è difficile credere che un leader di una terra straniera possa essere stato accettato come capo militare dai Franchi. 

### Ipotesi carniolana
Molti autori, tra cui Nenad Labus, interpretano Vojnomir come un capo militare dei dintorni del Friuli, ovvero della Carniola o dell'Istria. L'argomentazione a favore di questa ipotesi è che queste regioni, geograficamente situate tra la marca del Friuli e il Khanato avaro, siano i candidati naturali per essere la patria di Vojnomir, poiché esse erano già state conquistate dai Franchi nel 790 e i carniolani, i quali erano governati da aristocratici locali che mantennero una certa autonomia sino alla ribellione di Ljudevit, erano già entrati più volte in conflitto con gli Avari. Inoltre, è stata avanzata l'ipotesi che si possa provare la subordinazione ai franchi degli antenati dei Croati soltanto per le popolazioni che abitavano l'entroterra della Dalmazia, ma non per quelle che abitavano la Pannonia.